# Frieden von Wien (1738)
Der Frieden von Wien war ein am 18. November 1738 in Wien unterzeichneter Friedensvertrag zwischen Österreich und Frankreich, der den Polnischen Thronfolgekrieg beendete.
Inhaltlich bestätigte er die Vereinbarungen des Präliminarfriedens, der bereits am 3. Oktober 1735, ebenfalls in Wien, geschlossen worden war: Kurfürst August von Sachsen wurde als polnischer König bestätigt. Frankreichs Kandidat Stanislaus I. Leszczyński behielt den königlichen Titel und bekam die Herzogtümer Lothringen und Bar auf Lebenszeit zugesprochen, beide allerdings unter französischer Verwaltung. Nach seinem Tod sollten sie auch offiziell an Frankreich fallen. Spanien erhielt Neapel, Sizilien und die Insel Elba, trat im Gegenzug aber Parma und Piacenza zugunsten Österreichs an Kaiser Karl ab. Dieser erhielt auch fast alle Besitzungen in Oberitalien zurück. Herzog Franz I. Stephan von Lothringen, der im Präliminarfrieden die Anwartschaft auf das Großherzogtum Toskana erhalten hatte (das Aussterben der Medici war mangels eines Erben zu diesem Zeitpunkt bereits abzusehen), folgte dem 1737 gestorbenen Gian Gastone de’ Medici als Herrscher nach. Frankreich erneuerte außerdem seine Anerkennung der Pragmatischen Sanktion von 1718.
Der Definitivfriede wurde am 1. Mai 1737 geschlossen, trat aber aufgrund der Nachfolgeregelungen erst nach dem Ableben de’ Medicis in Kraft. Am 18. November 1738 wurde der Friedensvertrag veröffentlicht. Das Datum gilt auch als offizieller Vertragsabschluss.